# Erdrauchgewächse
Die Erdrauchgewächse (Fumarioideae) bilden eine Unterfamilie innerhalb der Pflanzenfamilie der Mohngewächse (Papaveraceae).

## Beschreibung

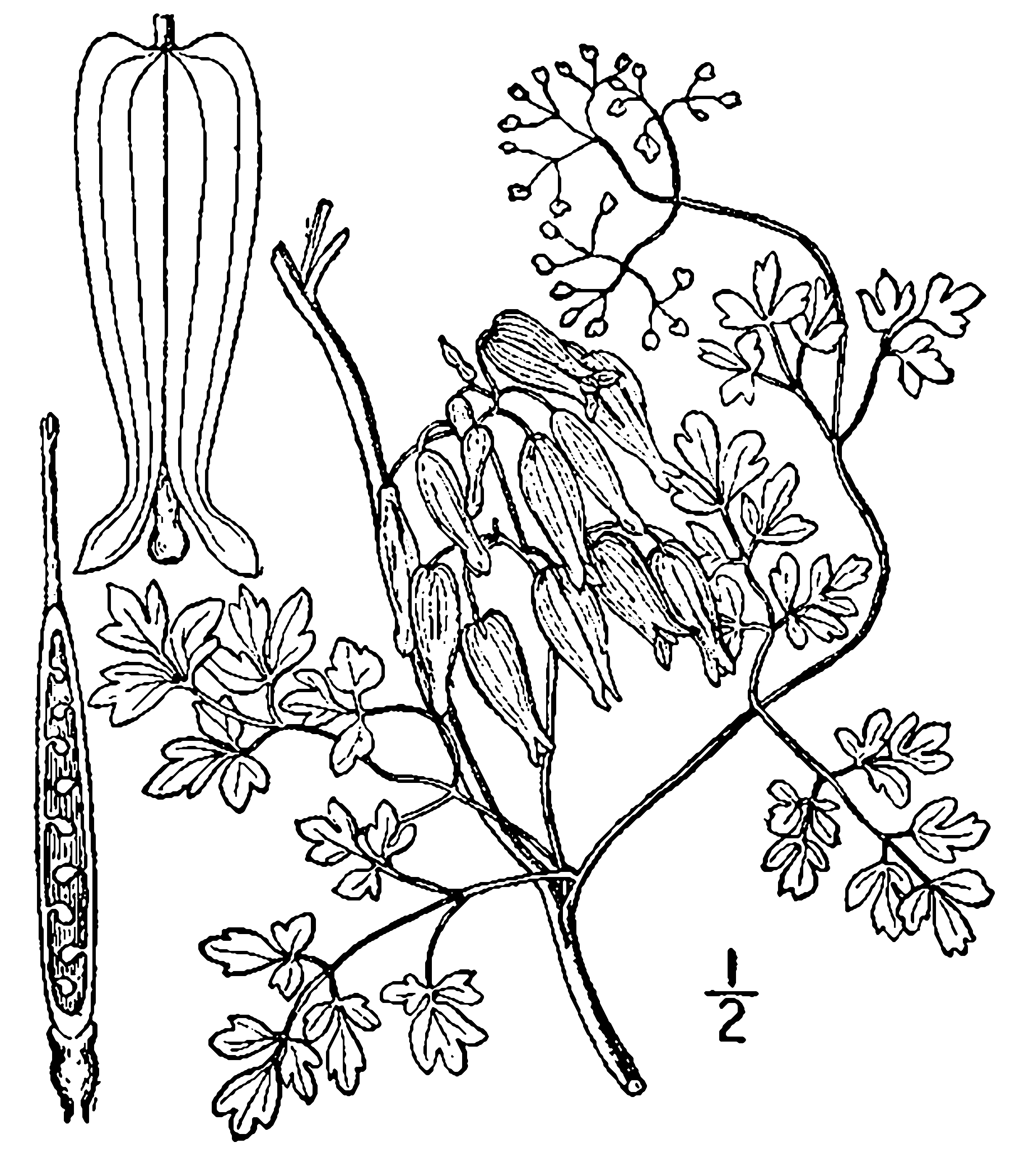
Illustration der nordamerikanischen Art Doppelkappe (Adlumia fungosa)

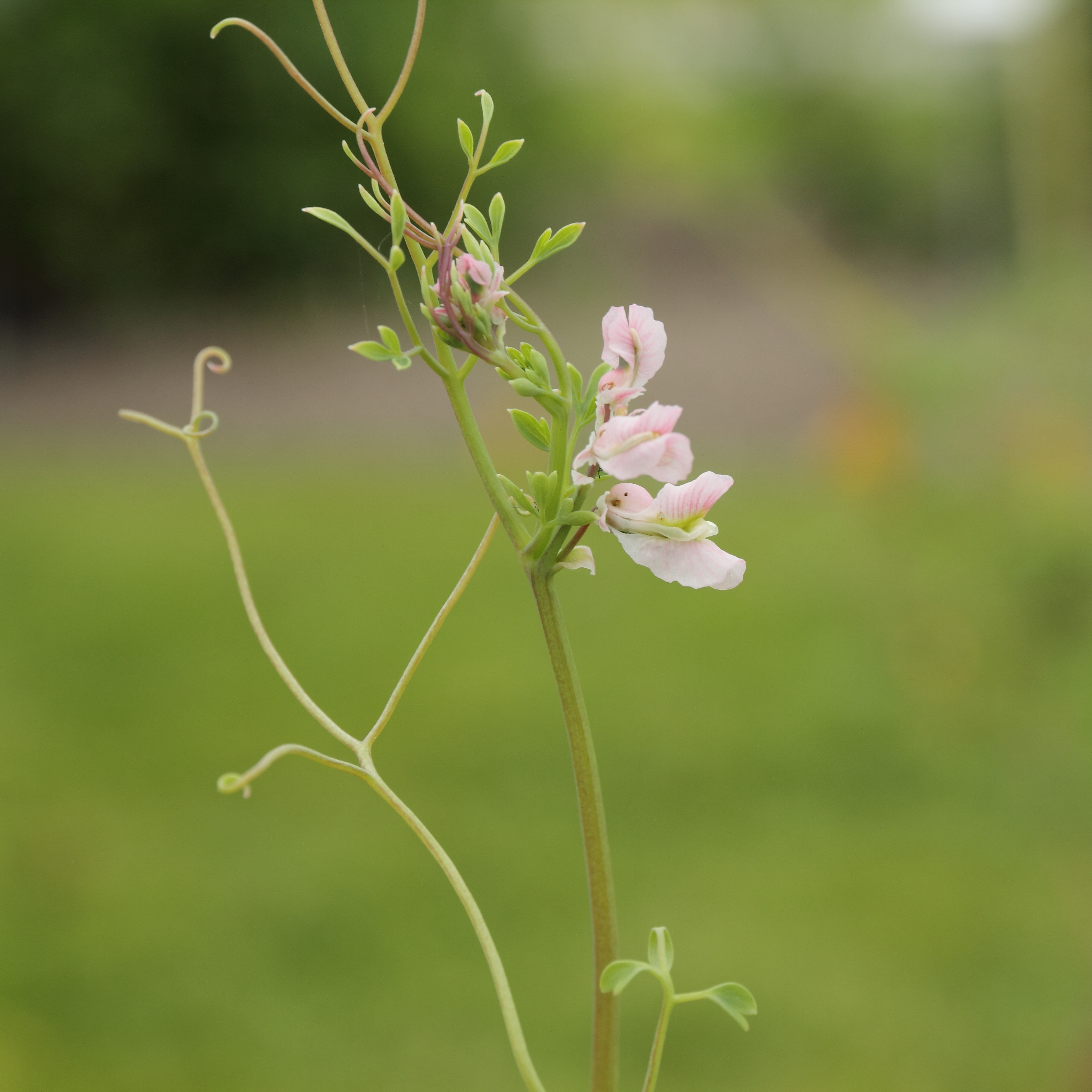
Cysticapnos vesicarius

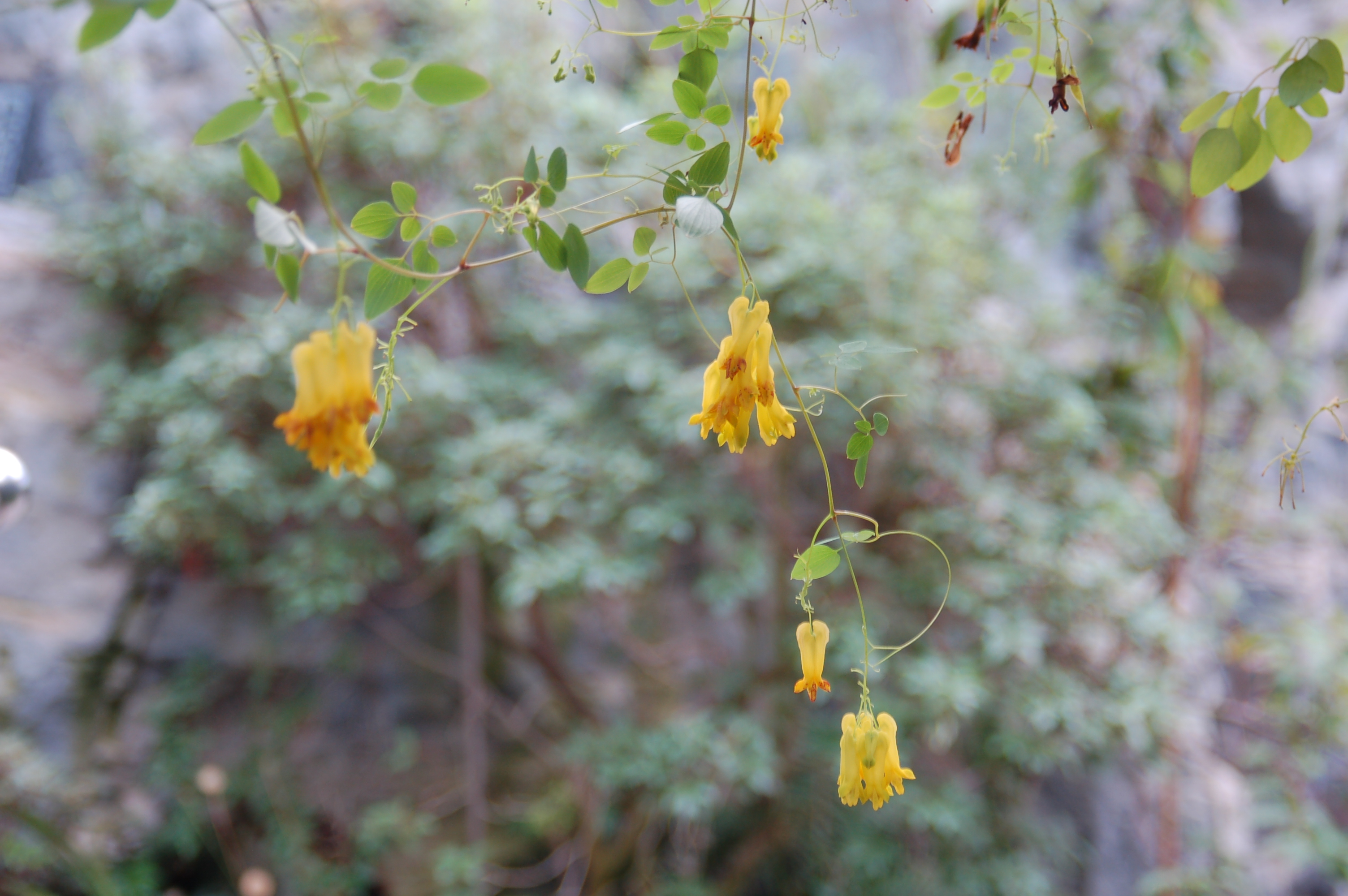
Dactylicapnos scandens

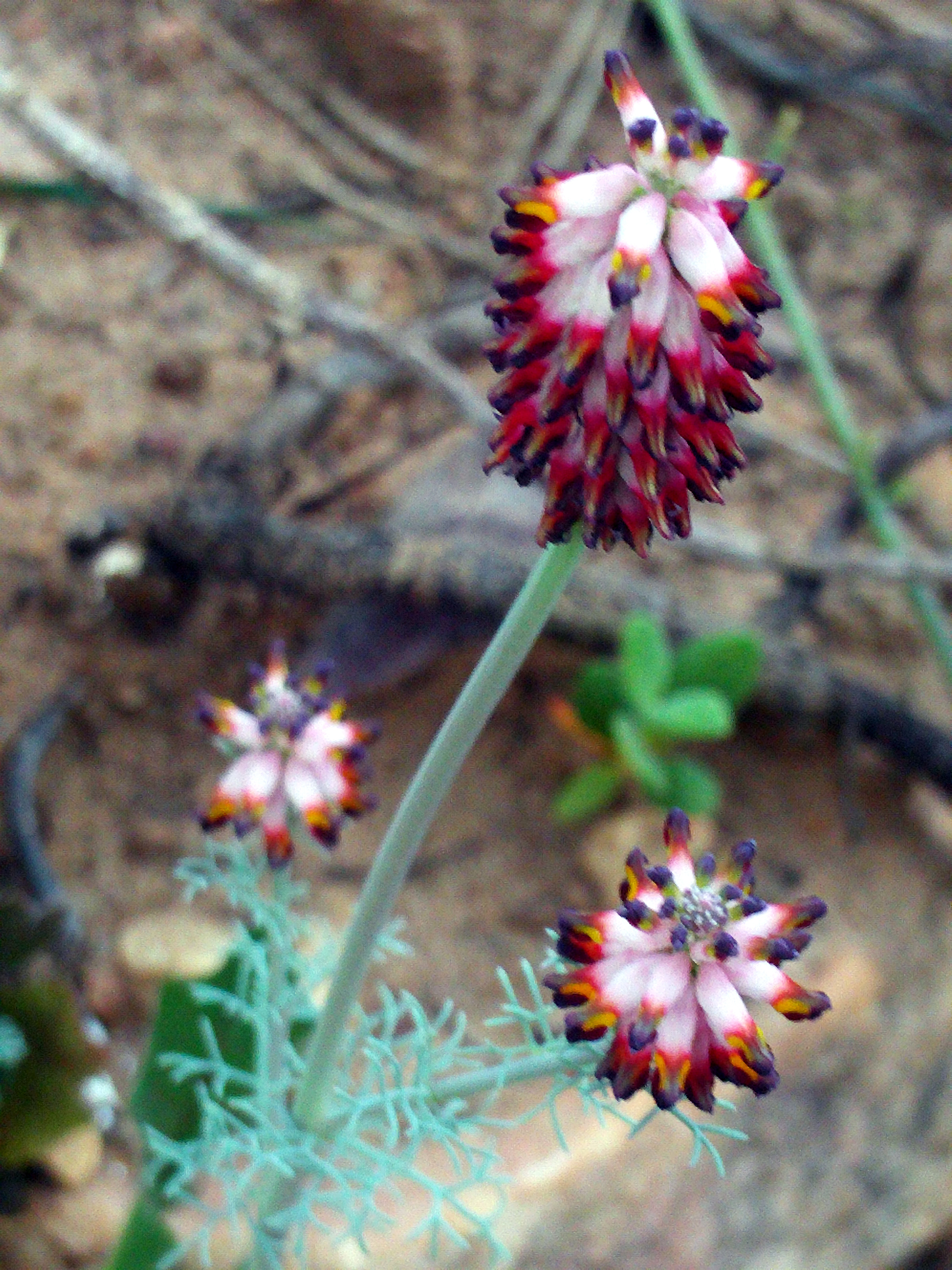
Platycapnos spicata

### Vegetative Merkmale
Es sind ein- oder mehrjährige krautige Pflanzen. Sie bilden ganz unterschiedliche Überdauerungsorgane aus.
Im Gegensatz zu den anderen Unterfamilien der Mohngewächse (Papaveraceae) enthalten die Vertreter dieser Unterfamilie nie Milchsaft; bei manchen Arten tritt an Schnittstellen aber klarer Pflanzensaft aus.
Die meist wechselständigen Laubblätter sind oft zusammengesetzt.

### Generative Merkmale
Die zwittrigen Blüten sind nie radiärsymmetrisch. Die nur zwei kleinen Kelchblätter sind schuppenförmig. Die vier Kronblätter stehen in zwei Kreisen. Charakteristisch für die Unterfamilie ist die abweichende Ausbildung des äußeren oder der beiden äußeren Kronblätter, welche meist gespornt sind. Im Falle nur eines veränderten Kronblatts entstehen zygomorphe Blüten (Fumaria, Corydalis) – Konvergenz zu den Blüten der Fabaceae. Im Falle von zwei veränderten Kronblättern entstehen zweiseitig-symmetrische Blüten (Dicentra). Es sind in jeder Blüte vier oder sechs Staubblätter vorhanden (darin unterscheiden sich die Tribus).
Es werden zweifächerige Kapselfrüchte oder Nüsschen ausgebildet.

## Systematik und Verbreitung
Die Unterfamilie Fumarioideae ist in zwei Tribus gegliedert und enthält 15 bis 19 Gattungen.
Die etwa 530 Arten sind vor allem in den gemäßigten und subtropischen Gebieten der Nordhalbkugel verbreiter und in Südafrika liegt ein sekundäres Entfaltungszentrum. In Europa sind vier Gattungen mit 20 Arten vertreten.
- Tribus Fumarieae:
  - Adlumia Raf. ex DC.: Von den nur zwei Arten kommt eine in Nordamerika und eine in Korea vor.
  - Capnoides Mill.
  - Ceratocapnos Durieu: Mit:
    - Rankender Lerchensporn (Ceratocapnos claviculata (L.) Lidén)

  - Lerchensporn[2] (Corydalis DC.): Es gibt etwa 400 Arten.
  - Cryptocapnos Rech. f.
  - Cysticapnos Mill.
  - Dactylicapnos Wall.
  - Herzblumen (Dicentra Bernh.)
  - Discocapnos Cham. & Schltdl.
  - Ehrendorferia Fukuhara & Lidén: Die nur zwei Arten kommen im westlichen Nordamerika vor.[3]
  - Erdrauch[2] (Fumaria L.): Es gibt etwa 55 Arten.
  - Ichtyoselmis Lidén & Fukuhara: Mit nur einer Art in China und N-Myanmar:[3]
    - Ichtyoselmis macrantha (Oliv.) Lidén & Fukuhara

  - Lamprocapnos Endl.: Mit nur einer Art in Ostasien:[3]
    - Tränendes Herz[2] (Lamprocapnos spectabilis (L.) Fukuhara)

  - Platycapnos (DC.) Bernh.
  - Scheinlerchensporn (Pseudofumaria Medik.), darunter:
    - Blassgelber Scheinerdrauch (Pseudofumaria alba (Mill.) Lidén)
    - Gelber Lerchensporn (Pseudofumaria lutea (L.) Borkh.)

  - Rupicapnos Pomel
  - Fleischrauch[2] (Sarcocapnos DC.)
  - Trigonocapnos Schltr.

- Tribus Hypecoeae: Es gibt nur eine Gattung:
  - Gelbäugelchen oder Lappenblume (Hypecoum L.): Die etwa 18 Arten sind vom Mittelmeerraum bis ins westliche China verbreitet. Sie haben vier Staubblätter. Darunter:
    - Niederliegende Lappenblume (Hypecoum procumbens L.)

Die Unterfamilie wird von einigen Autoren auch als Familie Fumariaceae geführt. Über die nahe Verwandtschaft besteht kaum Zweifel. Gegenüber den anderen Vertretern der Ordnung der Hahnenfußartigen (Ranunculales) besteht ein stärker abgeleiteter Blütenbau und sie enthalten ähnliche Alkaloide. Die eigenständige Stellung der Erdrauchgewächse ist laut APWebsite nicht ausreichend begründet.
Die Zugehörigkeit der Gattung Gelbäugelchen (Hypecoum) wird unterschiedlich gehandhabt. Von vielen Autoren wird sie auch in eine Unterfamilie Hypecooideae in die Mohngewächsen (Papaveraceae) oder als eigene Tribus Hypecoeae in die Fumarioideae gestellt.

## Bilder

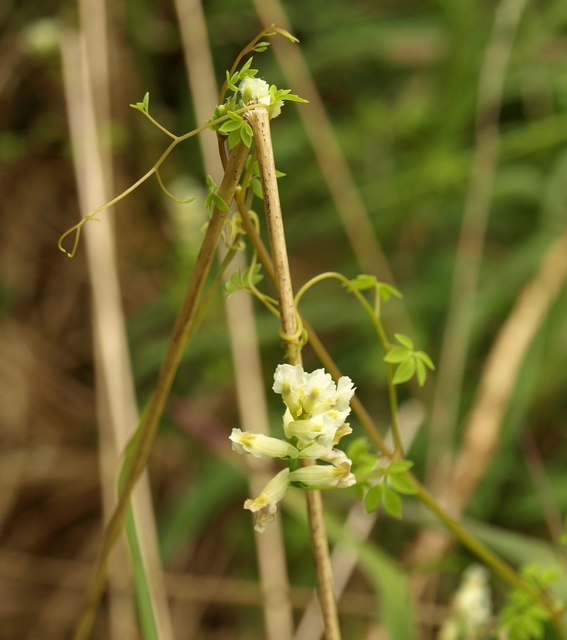
Rankender Lerchensporn (Ceratocapnos claviculata)
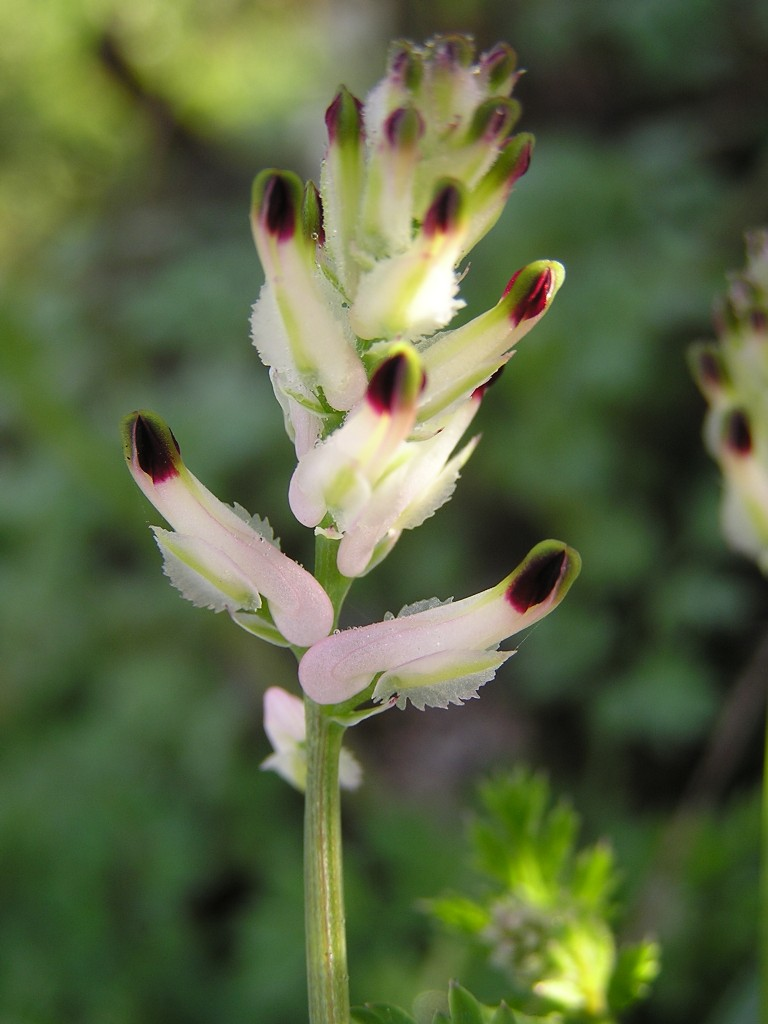
Ranken-Erdrauch (Fumaria capreolata)
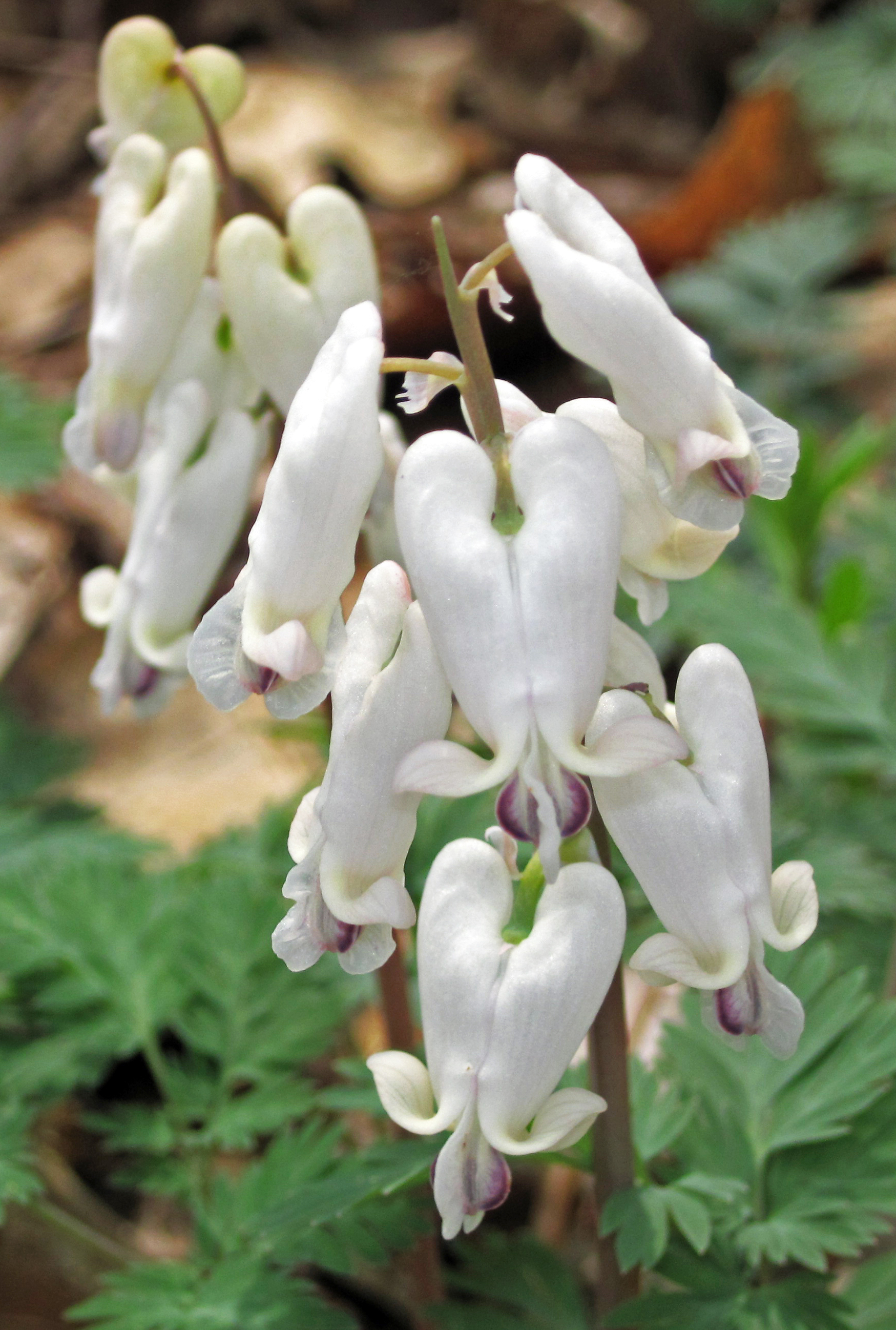
Dicentra canadensis
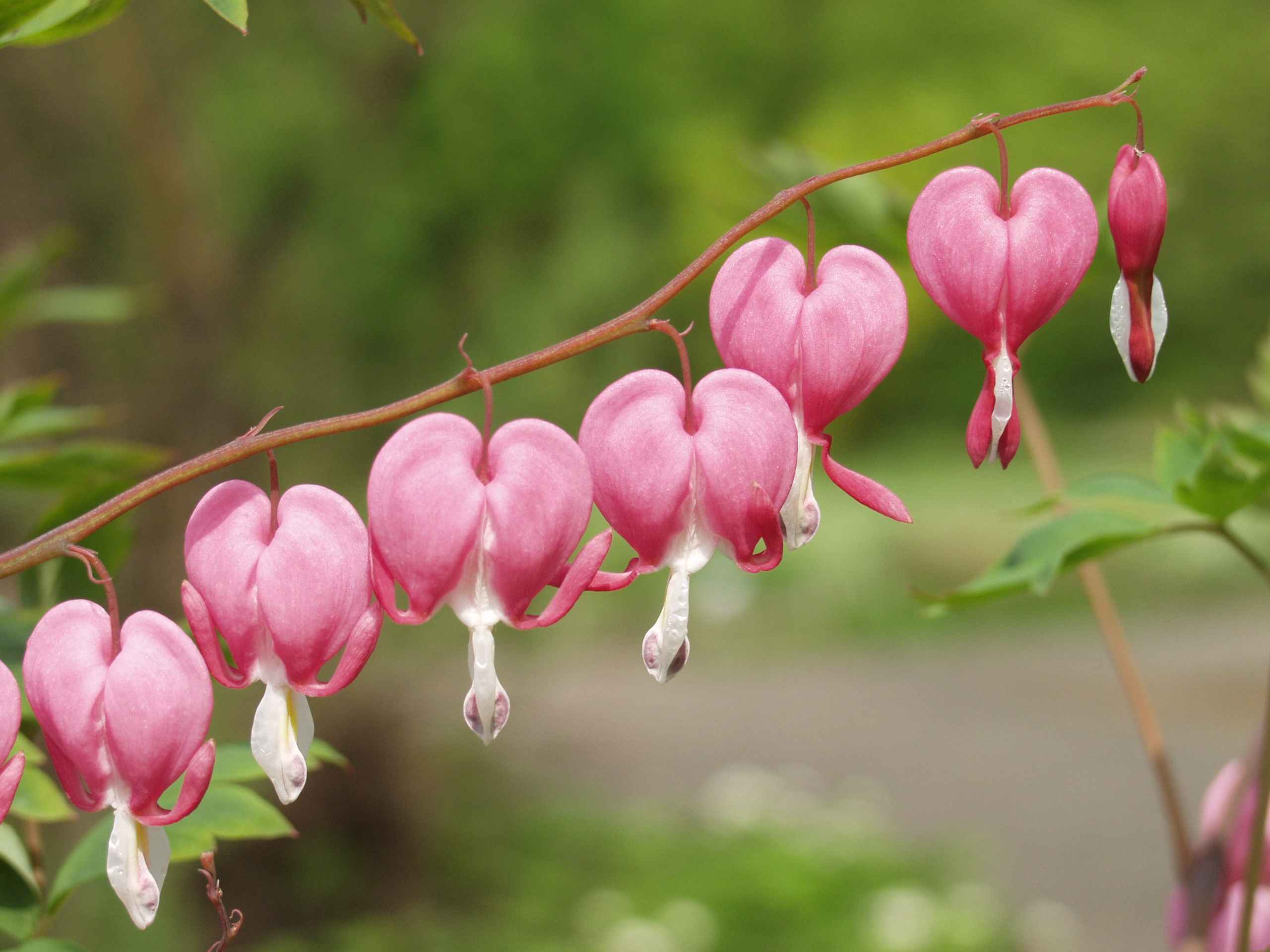
Tränendes Herz (Lamprocapnos spectabilis)
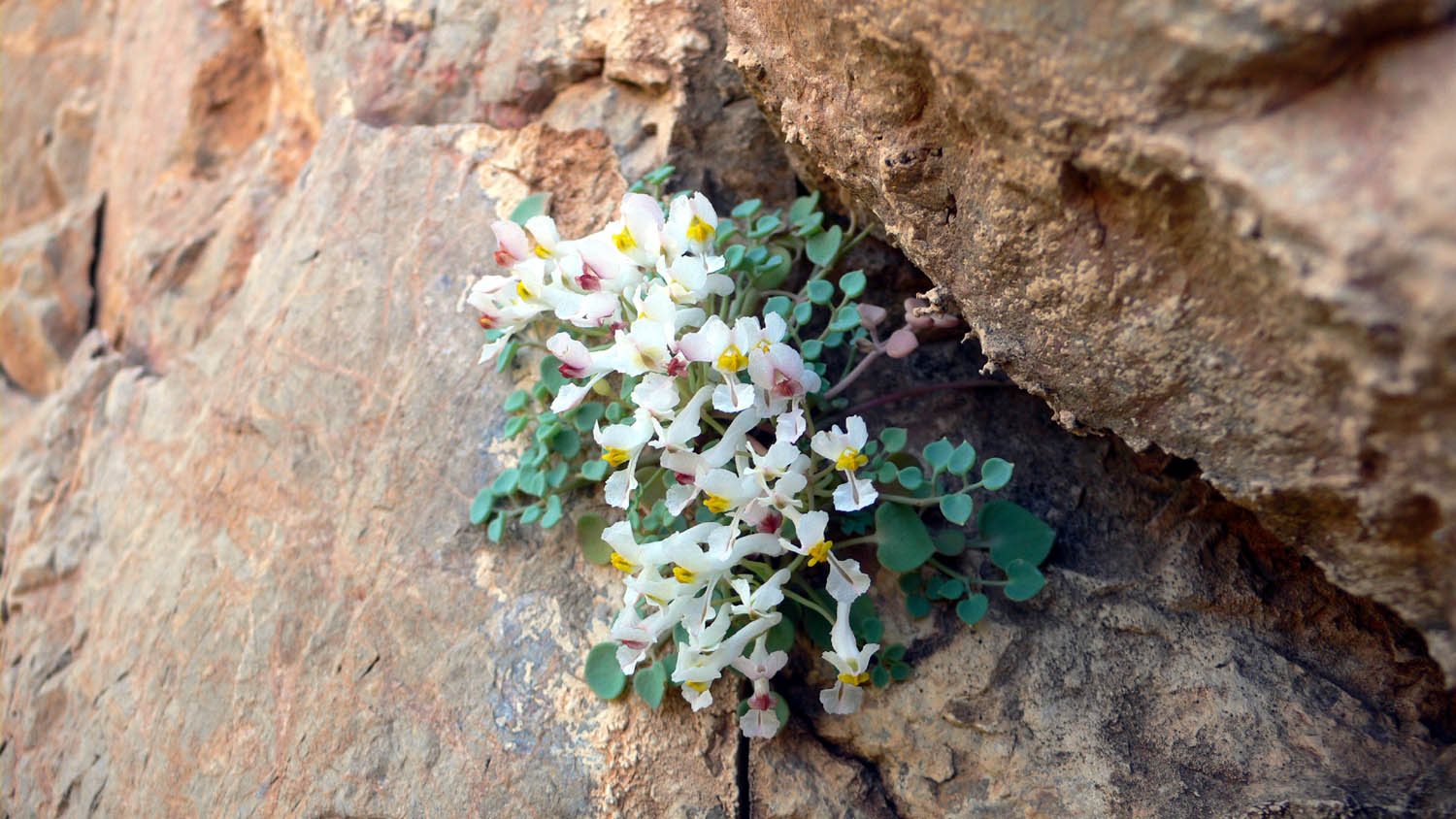
Sarcocapnos enneaphylla
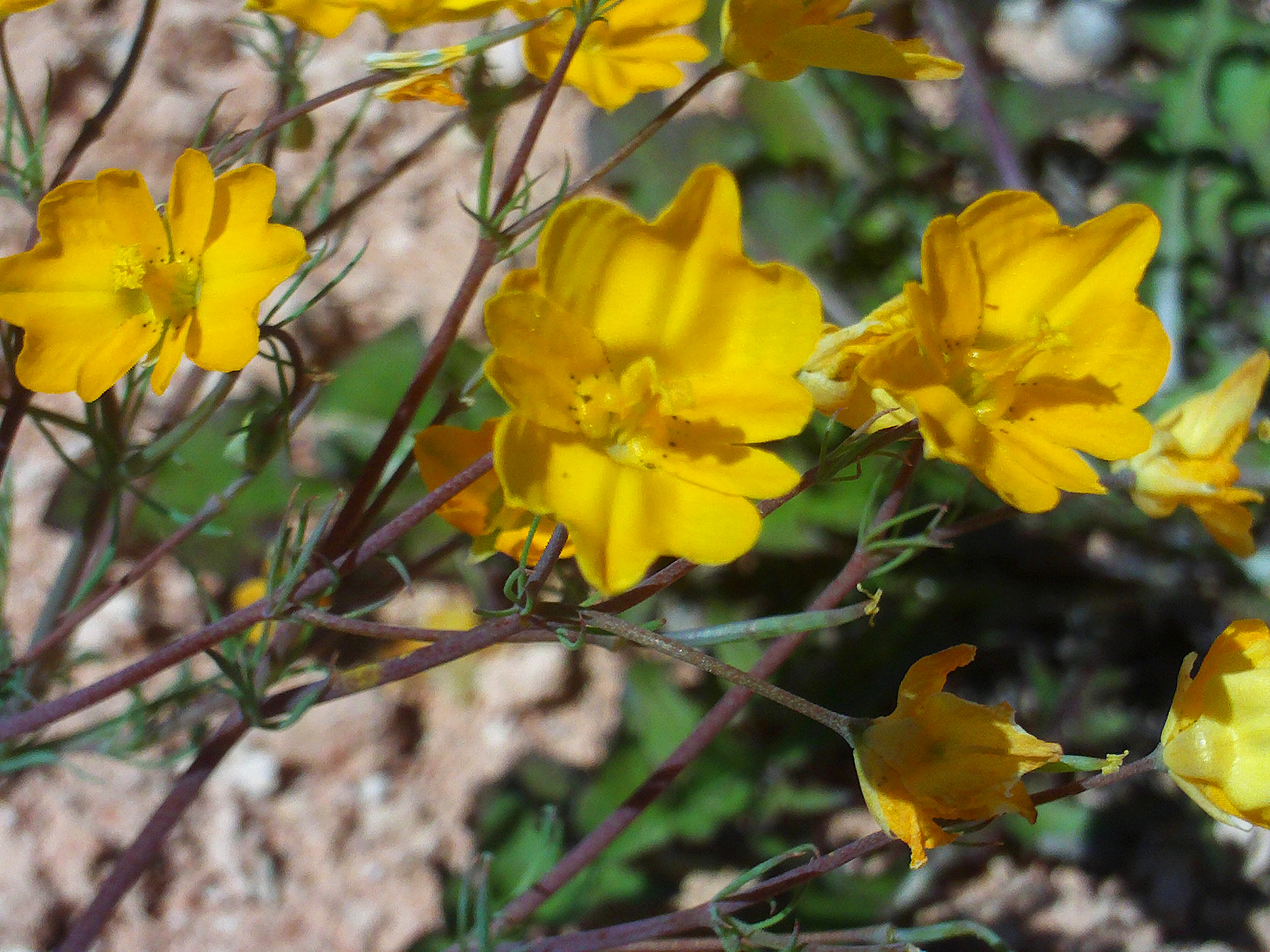
Niederliegende Lappenblume (Hypecoum procumbens)